# Westbeth Artists Community
El Westbeth Artists Community  es un edificio histórico ubicado en Nueva York, Nueva York. El Westbeth Artists Community se encuentra inscrito como un Hito Histórico Neoyorquino en la Comisión para la Preservación de Monumentos Históricos de Nueva York al igual que en el Registro Nacional de Lugares Históricos desde el 8 de diciembre de 2009.  

## Ubicación
El Westbeth Artists Community se encuentra dentro del condado de Nueva York en las coordenadas 40°44′13″N 74°00′30″O / 40.736944, -74.008419.